# Pseudarthrose
Pseudarthrose (aus altgriechisch ψευδής pseudes, deutsch ‚falsch‘ und arthros ‚Gelenk‘) bezeichnet die ausbleibende Heilung eines Knochenbruchs  oder einer Osteotomie.

## Begriff

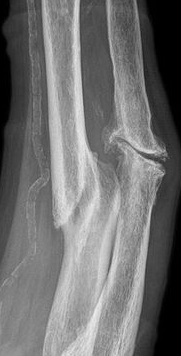
Alte Unterarmfraktur: in Fehlstellung verheilte, sperrende Radiusfraktur, infolgedessen „hypertrophe“ Ulnapseudarthrose

Synonyme der Pseudarthrose sind Falschgelenk, Scheingelenk und Pseudogelenk. Wenn die Frakturheilung durch Knochenneubildung in einem Zeitraum von vier bis sechs Monaten nach dem Trauma nicht abgeschlossen ist, wird von einer verzögerten Frakturheilung gesprochen. Dauert die Heilung länger als sechs Monate, spricht man von einer Pseudarthrose. Von einer Pseudarthrose betroffene Knochen sind häufig Schaftbrüche langer Röhrenknochen (Unterschenkel, Oberschenkel, Oberarm und Elle mit Speiche) sowie das Kahnbein.
Ferner gibt es angeborene Pseudarthrosen, z. B. am Schienbein, siehe Kongenitale Tibiapseudarthrose und am Schlüsselbein, siehe Kongenitale Klavikulapseudarthrose.
Zwei spezielle Formen werden unterschieden:
Die vitale Pseudarthrose lässt eine ausreichende Vaskularisation erkennen, jedoch besteht eine Instabilität der Fraktur.
Dagegen zeigt die avitale Pseudarthrose neben einer Instabilität zugleich eine mangelhafte Durchblutung, oft auch infizierte Areale oder Sequester.

## Ursachen
Als mechanische Faktoren für die Entstehung einer Pseudarthrose gelten folgende Ursachen:
- Interposition von Weichteilen in den Frakturspalt
- geringe Kompression auf dem Frakturspalt, z. B. durch eine dynamische Kompressionsplatte
- mangelhafte Ruhigstellung oder zu frühe Mobilisierung.

Begünstigende Faktoren sind:
- ungenügende Blutversorgung
- Infektionskrankheit
- Gewebeverlust
- Systemische Erkrankungen wie Diabetes mellitus oder arterielle Verschlusskrankheiten.

## Symptome
Pseudarthrosen führen häufig zu dauerhaften Funktionseinschränkungen und anhaltenden Schmerzen. Weitere Merkmale sind abnorme Beweglichkeit und ein Pseudarthrosespalt mit reaktiver Sklerosierung in der Umgebung im Röntgenbild.

## Therapie

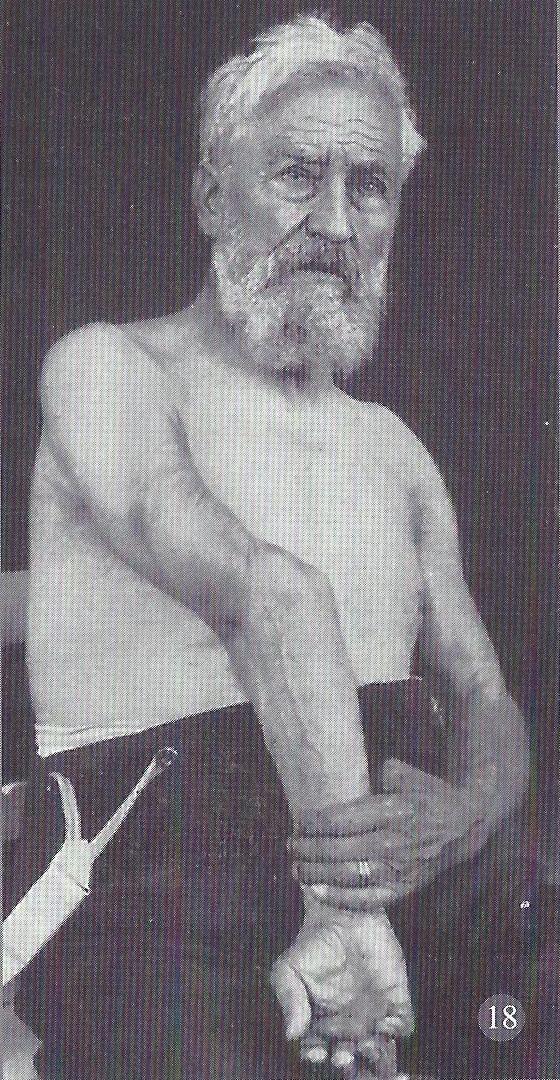
Humeruspseudarthrose

Bei einer „hypertrophen“ vitalen Pseudarthrose, deren Merkmale eine ausreichende Blutversorgung, eine breite Zone von Faserknorpelbildung sowie eine hohe Ossifikation sind, ist diese Therapie angezeigt:
- Verbesserung der mechanischen Rahmenbedingungen (z. B. durch Plattenosteosynthese, Marknagel oder Ringfixateur)

Im Fall einer atrophen avitalen Pseudarthrose, deren Kennzeichen eine verminderte Durchblutung und ausbleibende Revaskularisierung durch nekrotische Fragmente sind, ist diese Therapie erforderlich:
- Ebenfalls Stabilisierung mittels Osteosynthese, Entfernung avitaler und eventuell infizierter Knochenareale, Wiederaufbau des Knochendefektes durch Spongiosaplastik oder Kallusdistraktion.
- Alternativ bzw. ergänzend zur Spongiosaplastik ist auch eine Behandlung mit Bone Morphogenetic Protein, insbesondere BMP2 und BMP7, möglich.